# Clytha

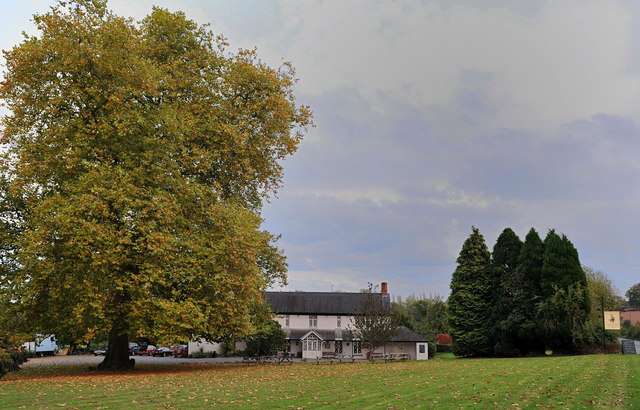
The Clytha Arms

Clytha (em galês:  Tir Clidda) é uma vila histórica em Monmouthshire, Gales. Encontra-se com a saída da da estrada A40, ao sul de Llanarth e a oeste de Raglan. A vila contém o Clytha Park e Castelo de Clytha mas encontram-se no lado sul da A40. Tir Clidda está situada dentro da paróquia de Llanarth sendo coberta por 1841 acres. Clytha é a casa do primeiro clube de pólo no País de Gales, o Polo Club Monmouthshire, fundado em 1872 por Reginald e Francis Herbert.